# Ophioglossum angustatum
Ophioglossum angustatum là một loài dương xỉ trong họ Ophioglossaceae. Loài này được Maxon mô tả khoa học đầu tiên năm 1923.
Danh pháp khoa học của loài này chưa được làm sáng tỏ. 